# Sergei Arkadjewitsch Krutowskich
Sergei Arkadjewitsch Krutowskich (russisch Сергей Аркадьевич Крутовских, englische Transkription Sergey Arkadevich Krutovskikh; * 28. März 1928 in Uljanowsk; † 18. Oktober 1981 in Moskau) war ein sowjetischer Computeringenieur. Er war Chefkonstrukteur des Computersystems Radon, der Argon-Reihe und des ESER.

## Leben
Krutowskich ging in Kuibyschew zur Schule und studierte dort am Industrie-Institut Elektrotechnik mit dem Abschluss 1951. Danach arbeitete er im Speziellen Designbüro SDB 245 in Moskau an elektromechanischen Analogrechnern (in der Art des Differentialanalysator: Integral-1, Integral-3M).
Ab 1956 wurde er Leiter der Abteilung zur Herstellung von Halbleiterkomponenten und organisierte deren industrielle Fertigung. Das war bis dahin am SDB 245 selbst gemacht worden, das sich aber forthin nur noch mit Schaltkreisentwurf und Herstellung von Instrumenten und Methoden für die Halbleiterfertigung befasste. Erstes Ergebnis war die Herstellung der planaren Transistoren P-6 und P-16, die Anfang der 1960er Jahre in Computern der Sowjetunion weite Verbreitung fanden, gefolgt von integrierten Schaltkreisen.
1957 wurde er Chefkonstrukteur des Computersystems Radon für das sowjetische Verteidigungsministerium für die Luftabwehr. Das war für das SDB 245 ein wegweisendes Projekt und das SDB wurde dabei in das Wissenschaftliche Forschungsinstitut für Kontrollcomputer (SRICC) umgewandelt, dessen Direktor Krutowskich 1960 wurde. Das Institut musste dafür völlig neu organisiert werden, wobei sich wieder Krutowskichs Organisationstalent und energischer Einsatz zeigte. Der 1964 fertiggestellte Radon war der erste sowjetische Computer, der vollständig auf Halbleiterbasis gebaut wurde. Er war redundant mit zwei Prozessoren und Operationsmodi ausgelegt um die Zuverlässigkeit zu steigern. Das SRICC erhielt daraufhin die Zuständigkeit für Computersysteme in Flugzeugen, Raumfahrzeugen und Raketen und Krutowskich erhielt den Auftrag die Argon Reihe von Computern für diesen Zweck zu entwickeln, die alle besondere Anforderungen an die Zuverlässigkeit und Robustheit im Einsatz stellten. Bis 1968 wurden 11 Reihen von Argon Computern gebaut, wobei der Argon 11 S zum Beispiel bei sowjetischen Mondsonden zum Einsatz kam.
1967 wurde die Entscheidung getroffen, die Entwicklung von Computern in der Sowjetunion zu vereinheitlichen (sowohl in Hardware als auch in der Software) und außerdem wurde das erfolgreiche System/360 von IBM und dessen Nachfolger als Vorbild im Mainframe Bereich genommen, was zur Computerserie ES führte. Die Leitung hatte Krutowskich als Direktor des Wissenschaftlichen Forschungsinstituts für Digitale Elektronische Computer (SRIDEC) in Moskau. Er war auch Chefkonstrukteur des ES. Das Gesamtprojekt war langfristig angelegt und andere Länder des Rates für gegenseitige Wirtschaftshilfe (RGW) (wie Ungarn, Bulgarien, die DDR, Kuba, Vietnam) waren eingebunden. Allein in der Produktion arbeiteten daran zeitweise 300.000 Personen. Dabei wurden allerdings auch einige originäre sowjetische Entwicklungen gestoppt, zum Leidwesen einiger führender Computeringenieure wie Baschir Ramejew. Krutowskich setzte sich aber gegen alle Widerstände durch.
1970 erkrankte er ernsthaft und konnte sein bisheriges Arbeitstempo nicht durchhalten. Er blieb noch bis 1975 Leiter des SRIDEC und wurde dann Leiter des Forschungsinstituts Woschod.
1965 wurde er promoviert (Kandidatentitel) mit einer Dissertation über seine Erfahrungen mit Radon. 1973 folgte die Habilitation (russischer Doktortitel) mit einer Dissertation über seine Erfahrungen mit Argon und ES. Er erhielt den Orden der Oktoberrevolution (1970) und den Orden des Roten Banners der Arbeit (1966).